# مارفن نيلسون
مارفن نيلسون (بالإنجليزية: Marvin Nelson)‏ هو سياسي أمريكي، ولد في 4 يونيو 1958 في رغبي في الولايات المتحدة. حزبياً، نشط في الحزب الديمقراطي.

## وصلات خارجية
- الموقع الرسمي